# 孔荷宠
孔荷宠（1896年—1956年8月），别名孔介如、孔庆如，化名曾庆福、曾福生等，中国湖南平江人，中国工农红军高级将领，后投降国民政府。

## 生平
孔早年一度参加湖南军队，后于1926年回乡进行农民工作，同年加入中国共产党。1927年马日事变爆发，孔在当地组织农军护境，次年参加平江起义，任红五军第一纵队队长。
1930年，孔参加彭德怀部攻打长沙的行动，失败后撤回苏区。不久，孔部扩编为红十六军，孔任军长，並在木石港戰鬥中，重挫國民革命軍。1932年11月，因不服从朱德的命令而被撤职。1934年7月，孔寻机逃离红军，向国民政府投降。
投降后，孔协助国民政府军队制定对红军的围剿计划，1935年后，参与对红军游击队的清剿。抗战期间，孔任国民革命军第五十八军暂编五十四师中将师长。1943年因贪污罪被判处有期徒刑3年。出狱后经商为生。
1949年中华人民共和国成立后长期匿居，1955年在云南被捕，次年病逝于北京监狱医院中。